# Irredentismo boliviano
El irredentismo boliviano (o el concepto de pérdidas territoriales bolivianas) refiere a la idea en varios círculos sociales y políticos de Bolivia de que Bolivia ha perdido la soberanía sobre territorios que fueron parte del tanto de la Provincia de Charcas (territorio ultramarino integrante del Imperio español sobre el cual se formó territorialmente Bolivia) como de la Real Audiencia de Charcas. Dichas perdidas se habrían dado con Brasil, Paraguay, Argentina, Chile y Perú siendo que muchas de estas pérdidas se superponen con pretensiones similares de estos países. Esta es una visión ampliamente respaldada por los diferentes gobiernos bolivianos aunque no exclusiva del Estado al poseer cierta base popular . Según esta retórica Bolivia habría pasado de tener 2 363 769 millones km² a tan sólo 1 098 581 km².

## Antecedentes
En Sudamérica, a partir de la década de los años 70 y 80, varios investigadores sociales argentinos empezaron a cuestionar la historia oficial sobre las pérdidas territoriales en su propio país cuestionando lo que se conoce ahora como el Irredentismo argentino. Historiadores como Luis Alberto Romero empezaron a referirse a este discurso como un "mito territorial". Este concepto tendría gran repercusión y pronto otros académicos se sumarían a la idea como  Carlos Escudé que estudia el problema del irredentismo según la perspectiva de las identidades nacionales 
Ya en Bolivia, es difícil de saber cuando llegó este tipo de revisionismo de la historia territorial boliviana. Una figura influyente sería el politólogo Jorge Abastoflor Rey. Según la perspectiva de Abastoflor, muchas de las pérdidas territoriales bolivianas son engañosas o nunca ocurrieron como las ideas de que Bolivia, en su nacimiento, llegaba a unos 600 km al norte de Cobija, o que las fronteras con el Paraguay llegaban directamente hasta Asunción. Sin embargo, Abastoflor no brinda una explicación concisa de por qué se fomenta este tipo de visiones en la sociedad boliviana, simplemente refiriéndose a estos hechos como un problema que impide la formación de una "identidad nacional fuerte".
Por su lado, el historiador Gabriel M. Soto Villegas tiene una visión diametralmente opuesta. Inspirado por las ideas de Escudé, para él, los irredentismos Sudamericanos siguen la tendencia argentina de constituirse en "mitos territoriales" más que en una realidad objetiva pues muchas de tales pérdidas tienen poco asidero o se superponen con otros "mitos territoriales" de países vecinos. La idea general es que todos estos irredentismos se dieron tanto en Bolivia como en Sudamérica como parte de la formación de las identidades nacionales a través del victimismo. Esta narrativa no solamente es promovida por el Estado, sino también por las clases populares. En todo caso, para Soto Villegas, puede haber irredentismos que son más fuertes que otros .

## Fundación de la República de Bolivia
Según la historiografía oficial, Bolivia nació sobre la base geográfica de la Real Audiencia de Charcas y sobre el fundamento jurídico de las disposiciones reales y coloniales hasta el año 1810. Según su propia definición del uti possidetis iuris Bolivia habría nacido con 2 363 769 km², extensión que incluso abarcaba territorios en los que el mismo Imperio español había puesto un pie. Esta interpretación no siempre concuerda con el resto de las Repúblicas sudamericanas tenían su propia interpretación del uti possidetis iuris lo que, en la mayoría de los casos, terminaba en conflictos diplomáticos o en guerra abierta por el control de esos territorios. 

### Contiendas territoriales

#### Con Perú

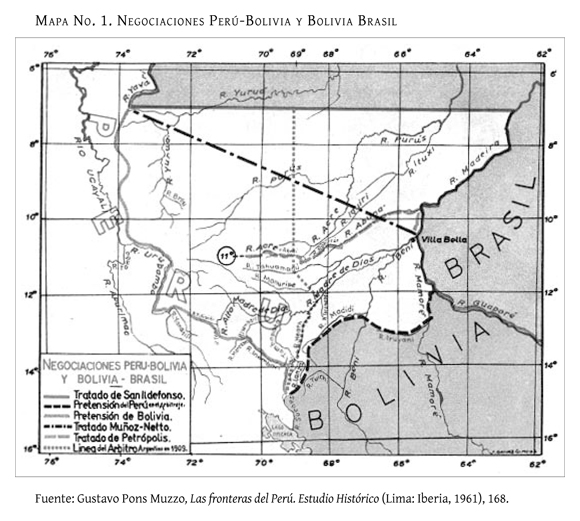
Las zonas del Acre y Purús, lugarares en contienda entre ambos países.

Bolivia, Según la historiografía oficial, habría perdido ante el Perú y el Brasil, las regiones colindantes del Purús y el Acre En cambio, según un mapa de Pons Muzzo, las pretensiones bolivianas llegaban hasta el río Urubamba, del actual departamento de Cuzco en el Perú. Por su lado, y según la propia interpretación peruana del uti possidetis iuris, el Perú reclamaba un área que comprendida entre el río Suches en el actual departamento boliviano de La Paz y se extendían por la amazonía hasta llegar a la unión del río Madeira y al río Beni. En otras palabras, ambos países se acusan mutuamente de haberse extendido en territorios que proclamaban eran suyos: Bolivia de haber perdido el Purús ante el Perú y parte del Acre ante el Brasil y el Perú de haber perdido el Acre ante Bolivia y el Brasil. El resultado de estas visiones contrastantes sería que mientras que Bolivia clama que perdió aproximadamente 250 000 km² ante el Perú, al mismo tiempo, y de manera contradictoria, el Perú considera que perdió una extensión de 91 726 km² con el Tratado Polo-Bustamante entre el Péru y Bolivia. El Perú clama que perdió entre todos su vecinos aproximadamente 846 488 km² de territorio. 